# 霧台郷

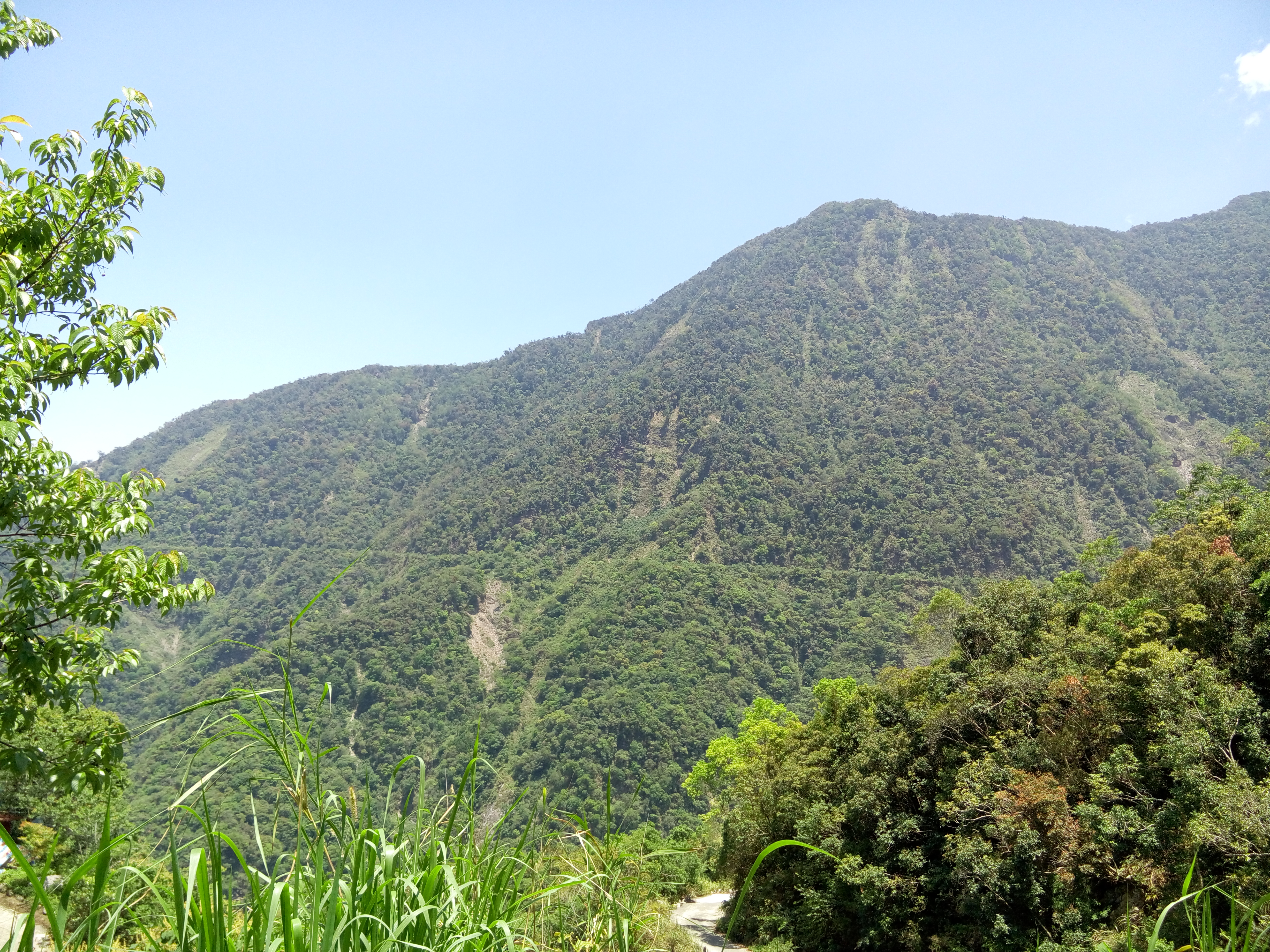
阿礼村阿礼集落付近から望む亜泥留山

霧台郷（ウータイ/むたい/ぶだい-きょう）は、台湾屏東県に位置する郷である。

## 地理
霧台郷は屏東県東北部、中央山脈に位置し。地勢は険しく平均海抜は1,000m以上の山岳地帯となっている。農業に適した平地に乏しく、住民は原住民であるルカイ族が主である。

## 行政区
| 村                                             |
| ---------------------------------------------- |
| 大武村、好茶村、阿礼村、霧台村、佳暮村、吉露村 |

## 歴代郷長
| 代 | 氏名 | 着任日 | 退任日 |
| -- | ---- | ------ | ------ |

## 教育

### 国民小学
- 屏東県立霧台国民小学

## 交通
| 種別 | 路線名称 | その他 |
| ---- | -------- | ------ |
| 省道 | 台24線   |        |

## 観光
- 飛竜瀑布
- 相思崖
- 霧台瀑布（神山瀑布）
- 小鬼湖
- 好茶旧社
- 霧台谷川大橋